# Archivage électronique
L'archivage électronique désigne l'archivage à moyen ou long terme de documents et données numériques.
Les problématiques liées à la pérennisation des données numériques sont le coût et la durée de vie des supports, mais aussi l'accès au contenu malgré les avancées technologiques rendant les anciens supports obsolètes.

## Ce qu'est l'archivage électronique
L'archivage électronique commence dès la création des documents et permet à l'organisation productrice de l'information de les exploiter pour toute la durée de leur cycle de vie. C'est un processus qui fait appel à de multiples domaines de la gouvernance de l'information :
- la gestion électronique de documents pour la classification, l'indexation, la recherche multicritères, sémantique, plein-texte, etc. ;
- la sécurité des systèmes, l'interopérabilité, la preuve, la journalisation, la veille réglementaire ;
- le stockage sur les infrastructures (matérielles et logicielles) ;
- les outils de conservation à long terme du numérique, la veille technologique.

L'archivage de contenus électroniques est l’ensemble des actions, outils et méthodes mis en œuvre pour réunir, identifier, sélectionner, classer, détruire et conserver des contenus électroniques, sur un support sécurisé, dans le but de les exploiter et de les rendre accessibles dans le temps, que ce soit à titre de preuve (en cas d’obligations légales notamment ou de litiges) ou à titre informatif. Le contenu archivé est considéré comme figé et ne peut donc être modifié. Ceci est notamment possible en garantissant l'authenticité via l’empreinte électronique, la signature électronique, la traçabilité des accès et bien d'autres moyens3. La durée de l’archivage est fonction de la valeur du contenu et porte le plus souvent sur du moyen ou long terme. La conservation est l’ensemble des moyens mis en œuvre pour stocker, sécuriser, pérenniser, restituer, tracer, transférer voire détruire, les contenus électroniques archivés.

### Les 4 grands principes de l’archivage électronique
L’archivage électronique ne se limite pas au stockage et partage de l’information. En plus de la conservation, il garantit la recevabilité juridique des documents archivés, et ce pendant toute la durée de leur conservation.
Une des étapes de l’archivage électronique est le versement dans un système d’archivage (SAE). Le système d’archivage permet de garantir la pérennité, l’intégrité, la confidentialité et l’accessibilité des documents.

#### La pérennité
Une conversion dans un format pérenne doit être faite pour les documents qui sont versés dans le système d’archivage. Cette opération de conversion doit également être faite pour les informations descriptives et applicatives encapsulées. À cela sont également ajoutées et prises en compte toutes les informations qui pourront permettre de tenir un historique sur les documents archivés, quant aux droits d’accès et/ou de confidentialité.
En premier lieu, le SAE permet la pérennité de la valeur des données archivées, en assurant qu’ils constitueront une preuve recevable en justice, et ce pendant toute la durée de conservation. La durée de conservation équivaut à celle de leur utilité sur le plan administratif par exemple (durée pouvant atteindre les cent ans, ou ad vitam æternam pour ce qui est des données à valeur patrimoniale ou à conservation permanente).

#### L’intégrité
L'intégrité des données archivées est assurée d'une part par des techniques et de l'autre par l'infrastructure, afin d'assurer leur lisibilité, la stabilité de l'information conservée et la traçabilité des actions effectuées sur ces données. Lors du versement d'un document dans le SAE, diverses opérations sont effectuées : il y a la récupération de métadonnées descriptives et applicatives, l'horodatage, le calcul d'empreinte, le scellement, la création de l'archive, l'émission d'un numéro d'identifiant, l’ajout dans le journal d'accusé de réception du client, etc..

#### La confidentialité
L’archivage électronique doit sécuriser les données. Le document d’archive ne doit être visible que par les personnes ayant le droit d'accès. Un chiffrement est utilisé pour que les données ne soient lues que par les personnes autorisées[réf. à confirmer]. Tout ceci afin d'assurer la confidentialité des données archivées.
De plus, l’archivage électronique doit pouvoir laisser une trace. Cette trace permet d’identifier les changements qui ont été apportés au document, ainsi que la personne qui a apporté ces changements. Elle indique aussi la date de création du document ainsi que les dates auxquelles des modifications ont été apportées.

#### L’accessibilité
L’archivage électronique doit permettre l’accessibilité aux archives. C’est un principe qui rejoint une des fonctions archivistiques, la diffusion. Un document d’archive doit être accessible pour pouvoir être utilisé et répondre au besoin spécifique pour lequel il a été créé. Cela en vaut de même pour un document d’archive électronique. Lorsqu’un utilisateur cherche une information, il doit pouvoir repérer le document dans lequel se trouve l’information.

### Les outils de numérisation
L’ordinateur, l’écran, le numériseur et le logiciel de numérisation sont les outils nécessaires pour la numérisation.
Leur utilisation implique de prendre les dispositions suivantes :
- S’assurer de leur compatibilité avec les étapes à exécuter durant le processus de numérisation ;
- Faire une bonne sélection du matériel (de préférence standard et de qualité), facilement accessible et en conformité avec les normes et les objectifs visés ;
- S'assurer pouvoir de bénéficier d'un service de soutien technique dans le cas où on a recours a un fournisseur pour la numérisation ;
- S'assurer d'avoir des outils de calibration durant tout le processus de numérisation[8].

## Ce que l'archivage électronique n'est pas
Il convient de bien distinguer l’archivage :
- du stockage, qui s’apparente aux actions, outils et méthodes permettant d’entreposer des contenus électroniques et servant de base au traitement ultérieur des contenus, ce stockage peut être réalisé sur divers supports tels que les CD-Rom dont la vie des données sera limitée de 2 à 10 ans pour les CD-Rom originaux et de 2 à 5 ans pour les CD-rom gravés. Quant au stockage sur disque dur ou serveur, la qualité du matériel joue un rôle non négligeable dans la durée de vie ;
- de la sauvegarde, qui est l’ensemble des actions, outils et méthodes destinés à dupliquer des contenus électroniques d'origine dans un but sécuritaire pour éviter leur perte en cas de dysfonctionnement du dispositif sur lequel ils sont enregistrés (dans le cas de plan de reprise d'activité ou de continuité d'activité). Le contenu sauvegardé n’est pas considéré comme figé et peut donc être modifié ou remplacé. La durée de la sauvegarde est fonction de sa périodicité et porte le plus souvent sur du court terme ;
- de la numérisation, qui consiste à reproduire un document original sur support papier ;
- de l'archivage au sens informatique qui permet la mise en mémoire de documents et de données ;
- de la gestion électronique de documents (GED) qui  facilite l'acquisition, le classement et l'exploitation des documents pour optimiser les flux de travail centrés sur les documents reçus ou produits. Elle ne s'intéresse donc pas à leur conservation dans le temps, mais uniquement à leur exploitation dans le cadre de l'activité qu'ils concernent ;
- du coffre-fort numérique ou électronique, qui n'est qu'un dispositif technique visant à sécuriser les objets numériques déposés pour garantir leur intégrité, par des mécanismes d'identification des accédants et de traçabilité et cela quelles que soient les durées de conservation des informations, sans tenir compte du cycle de vie de ces documents ni de leur classement. C'est une sorte de sauvegarde en ligne de documents d'archive qui est une composante possible du SAE[9]. Le coffre-fort numérique est particulièrement adapté à l'archivage de documents électroniques au sens de la réglementation c'est-à-dire authentifiant et intègre. Ces caractéristiques sont généralement assurées par des systèmes cryptographiques de type signature sous forme électronique ou scellement.

## Supports d'archivage
Les supports de stockage de masse d'archives peuvent être magnétique (bande magnétique), optique (CD et DVD), magnéto-optique (disque magnéto-optique) ou encore électronique (disque dur, serveur de stockage réseau NAS, serveur Cloud).
Les supports de stockage temporaire les plus retrouvés en 2014 sont ceux de quatrième génération (clés USB, cartes SD, cartes microSD, etc.)[réf. nécessaire].
Le temps d'accès est un critère de choix dépendant largement des besoins de chaque entreprise.
Le stockage devra être pris en compte selon les besoins de l'utilisateur : en ligne (online), en différé (offline), en léger différé (nearline) ou en panachage.
L’évolutivité des systèmes devra assurer la compatibilité avec les systèmes antérieurs.
On parlera dans ce cas d'obsolescence technologique faisant référence à l'obsolescence de type matérielle, logiciel ou de format de fichier. Pour pérenniser l’archivage électronique, il est envisageable de procéder à des copies multiples de documents ou fichiers archivés, en diversifiant les techniques de stockage.

## Formats d'archivage
Pour une archive informatique de longue durée, il est important de s'assurer autant que possible de l'indépendance de l'information par rapport à son format : par exemple pour des données archivées pour 20 ans, il est préférable de stocker l'information sous forme de texte brut (.txt ou autre), plutôt que dans un format natif pour lequel le programme associé risque de ne plus être disponible, ou dont le système d'exploitation ne sera plus opérationnel.
Les formats des fichiers doivent être compatibles entre systèmes, notamment dans le cas d’une migration de données. Un moyen d’éviter la disparition des formats de fichier est de choisir des formats durables, libres d’accès.

## Cadre juridique et normatif

### Droit positif
L'archivage électronique de documents est régi par :
- le droit des archives ;
- le droit de la preuve (en France, voir : Preuve en droit pénal français) ;
- les textes relatifs à la protection des données à caractère personnel, dont le « droit à l'oubli » ;
- le droit d'accès aux informations.

#### Législation relative à l'archivage en France
Les informations qui suivent ne s'appliquent pas totalement aux archives publiques électroniques, qui sont soumises à des obligations spécifiques de conservation et de versement dans un service d'archives public. Ces obligations sont détaillées dans le livre 2 du code du patrimoine :
- La loi du 13 mars 2000 contient plusieurs dispositions relatives au droit de la preuve aux technologies de l’information et à la signature électronique. Elle modifie le Code civil français : l'article 1316-1[12] admet l'écrit sous forme électronique comme preuve au même titre que l'écrit sur support papier sous réserve que puisse être dûment identifiée la personne dont il émane et à condition qu'il soit conservé dans des conditions de nature à en garantir l'intégrité. L'article 1348[13] précise ce qu'est une copie faisant foi. L’arrêt de la Cour de cassation, deuxième chambre civile, en date du 4 décembre 2008 reconnaît également la valeur probante d’un document électronique[14]. Cet arrêt confirme que l’écrit numérique doit respecter les termes définis par les articles précédents soit une reproduction fidèle et durable de la version originale papier. De plus, l’écrit numérique doit être horodaté au moment de sa numérisation et se présenter sous un format non modifiable. Si toutes ces conditions sont respectées, le document numérisé peut être conservé à la place du document papier.
- L'article L134-2 du code de la consommation[15], introduit par la loi pour la confiance dans l’économie numérique en juin 2004, impose l'archivage d'un écrit prouvant l'existence de tout contrat établi sous forme électronique et portant sur une somme supérieure à une certaine limite. Cette limite a été fixée à 120 euros par le décret no 2005-137 du 16 février 2005[16]. Cette disposition, qui concerne en particulier les sites Internet de commerce électronique, vise à faciliter le règlement des litiges. La durée de conservation des documents comptables reste cependant fixée à 10 ans (article L123-22 du code de commerce[17]) depuis 2003, ce qui depuis 2008 ne correspond plus aux délais de prescription extinctive en matière civile.
- Les articles 289 et suivants du code général des impôts[18] fixent les règles relatives à l'établissement des factures, notamment sous forme électronique, mais ne disposent nullement quant à leur durée de conservation.
  - Trois processus sont préconisés pour l'archivage électronique[19] :
    - La piste d'audit fiable qui inclut tout le processus de facturation ;
    - La signature électronique qui permet de sécuriser le processus ;
    - L'échange de données informatisé qui permet de sécuriser la transmission de factures électroniques.
- Le règlement européen sur la protection des données à caractère personnel, qui entre en vigueur le 25 mai 2018, encadre la gestion à long terme des données par toutes les entités, publiques ou privées, traitant des données à caractère personnel[20].

### Normes professionnelles
De nombreuses normes fournissent une marche à suivre pour assurer l'archivage des documents, mais elles n'ont par définition aucun caractère obligatoire.
- NF Z 42-013, norme française publiée en 1999 et révisée en 2009, qui précise des procédures techniques et organisationnelles permettant de garantir l'intégrité des documents lors de leur enregistrement, de leur stockage et de leur restitution. La norme a été publiée à une époque où l'écrit électronique ne pouvait constituer qu'un commencement de preuve et non une preuve de même niveau que l'écrit sous forme papier (art. 1316-1 du Code civil) ;
- ISO 14641-1, norme internationale publiée en 2012 qui définit les spécifications pour la mise en œuvre d'un Système d'archivage électronique. Elle est entièrement basée sur la norme NF Z42-013 dans sa version de 2009 ;
- NF Z 43-400, norme française publiée en  2005, qui traite des COM (acronyme de Computer Output Microform) désignant le procédé de stockage sur microformes, et des COLD (acronyme de Computer Output Laser Disc), désignant le procédé de stockage sur disques laser ;
- ISO 14721:2003, norme internationale, qui est une transposition de l'OAIS (Open Archive Information System), modèle conceptuel destiné à la gestion, à l'archivage et à la préservation longue de documents numériques. Cette norme a été révisée par l’ISO 14721 : 2012 ;
- ISO 15489-1, norme internationale publiée en 2001 et révisée en 2016, détaillant les concepts et principes pour la gestion des documents à valeur probante (Records management) des personnes physiques ou morales, privées ou publiques et définissant les caractéristiques qui procurent à un document sa valeur d'autorité, sa valeur probante : authenticité, intégrité, fiabilité et exploitabilité ;
- MoReq (Model Requirements for the Management of Electronic Documents and Records, puis Modular Requirements for Records Systems) est un recueil d'exigences pour l'organisation de l'archivage, élaboré par le DLM Forum (en) pour la Commission européenne.

### L'archivage de courriers électroniques
(décembre 2013).
L’archivage des courriers électroniques répond à différents besoins émanant tant des directions informatiques, interlocuteur clé dans la majeure partie des projets actuels, mais également des directions métiers. Cela dépend généralement de la taille des entreprises et de leur organisation (par exemple, en mode projet).
Trois formes d’archivage pour les courriers électroniques sont mises en avant par plus d’une organisation sur deux. L’archivage le plus couramment constaté dans les organisations aujourd’hui peut être qualifié d’archivage « économique » et répond à des problématiques de gestion et de réduction des coûts induits par l’augmentation incessante des courriers électroniques qui génère des coûts de stockage importants et un engorgement des messageries, à des enjeux de recherche des courriers électroniques, de gains de productivité. De tels projets d’archivage sont souvent à l’initiative des directions informatiques et peuvent par la suite donner lieu à des projets d’archivage différents de la part d’autres directions au sein de l’organisation. Les deux autres formes d’archivage, davantage envisagées par les organisations que réellement déployées en ce début 2009, s’assimilent à l’archivage « réglementaire » et l’archivage « probatoire ». Assez proches l’une de l’autre, elles se différencient néanmoins par le caractère contraint de la première : l’existence d’un certain nombre de lois et de réglementations (telles que SOX, Bâle 2, etc.) oblige certaines entreprises à conserver des courriers électroniques et pièces jointes précisément identifiés (factures, fiches de paie, etc.) en cas de contrôle externe. Les directions métiers concernées (DAF, DRH, vente, etc.) sont de plus en plus demandeuses d’un tel archivage. Dans le cas de l’archivage qualifié de « probatoire », l’organisation se place davantage dans une position préventive et souhaite mettre en place les outils (logiciels, sous-traitances) lui permettant en cas de litige de pouvoir identifier les pièces (factures, contrats, relevés bancaires, brevets, etc) pour les dossiers et de pouvoir les utiliser à titre de preuve. De tels projets d’archivage sont le plus souvent entre les mains des directions juridiques.
En 2012, 59 % des décideurs jugent nécessaire l’archivage « probatoire ».
Les études montrent que le numérique prend une place et une influence de plus en plus importantes. Il devient nécessaire d’adapter les structures afin d’archiver tous types de documents. Ces derniers doivent répondre à des exigences légales et réglementaires ou doivent pouvoir être opposables en cas de litiges.
Cependant, la notion de risque et l’absence de preuves apparaissent, dues aux pertes de données et au non-respect des règles de conservation. De tels événements peuvent avoir de lourdes conséquences en cas de contrôle fiscal, de procès, de pertes de données stratégiques, etc. L’enjeu est donc le coût du risque, même s’il ne semble pas évident à déterminer selon les décideurs. En 2010, 35 % des organisations françaises interrogées déclaraient pratiquer l’archivage de contenus à valeur probatoire. Elles devraient être 71 % d'ici à l'horizon 2012.
Le 3 septembre 2013, l'équipe projet du programme « Valeurs Immatérielles Transmises aux Archives pour Mémoire » (VITAM) a publié une « preuve de concept » (POC) sur l'archivage des messageries, dans le cadre de la préparation d’un dossier de présentation du programme destiné à la Direction interministérielle des systèmes d’information et de communication (DISIC).

## Coût de l’archivage électronique
Il est difficile d’estimer le coût réel de l’archivage électronique. Celui-ci varie en fonction de la solution choisie. En effet, il ne sera pas le même en cas d’archivage externe ou interne et il comprend différentes catégories de coût.
Le processus d’archivage peut être mis en œuvre en interne. Ceci nécessite que soit adoptée une politique « connue et respectée par les personnes intervenant à un titre ou à un autre dans le processus de conservation » et formalisée pour respecter différentes contraintes (durée de conservation, modalités d’archivage électronique, ajout de métadonnées, etc.). Par exemple, l’adoption d’une charte au sein de l’entreprise.
Cependant, son coût pour l’organisme peut être très important (formations, matériels informatiques, logiciels, temps d’archivage, mise à jour des normes, etc.). Ainsi beaucoup d’entreprises se sont spécialisées dans l’archivage et offrent une large gamme d'offres et de solutions permettant à des producteurs d'archives électroniques d'externaliser leur archivage.
Toutefois, il faut s’assurer de prendre certaines précautions dans la rédaction du contrat de service qui sera conclu par l’entreprise, notamment :
- en matière de confidentialité et de sécurisation des informations qui sont confiées au prestataire, y compris le processus de destruction des données et matériels de stockage ;
- en matière d’obligation d’information et de conseil mise à sa charge ;
- en matière d’assurance professionnelle ;
- afin de bien définir l'indexation et les plans de classement qui seront mis en place ;
- afin de disposer d'un traitement de reconnaissance de caractère (OCR) pouvant permettre la recherche par mots-clés[29] ;
- ou encore afin de prévoir des conditions de reprise de sa mission de conservation par un tiers.

Le recours à un prestataire externe peut permettre de prévoir contractuellement les évolutions technologiques nécessaires et de garantir la sécurité des données.
Les offres communes sont des abonnements à des coffres forts numériques, des licences utilisateurs pour un type de service particulier, ou encore la location d’un volume de données comme proposé par le CINES ou la BNF.